# Gare de Baillargues
Gare de Baillargues vasútállomás Franciaországban, Baillargues településen.

## Vasútvonalak
Az állomást az alábbi vasútvonalak érintik:
- Tarascon–Sète-Ville-vasútvonal

## Kapcsolódó állomások
A vasútállomáshoz az alábbi állomások vannak a legközelebb:
- Gare de Saint-Aunès (Gare de Sète, Tarascon–Sète-Ville-vasútvonal)
- Gare de Valergues - Lansargues (Gare de Tarascon, Tarascon–Sète-Ville-vasútvonal)